# أنطونيو غارسيا برييتو
أنطونيو غارسيا برييتو (بالإسبانية: Antonio García Prieto)‏ هو لاعب كرة قدم ومدرب كرة قدم سلفادوري في مركز الدفاع، ولد في 16 أكتوبر 1964 في سان سلفادور في السلفادور. شارك مع منتخب السلفادور لكرة القدم. أما مع النوادي، فقد لعب مع نادي أليانزا ‏.